# Southeast/2015
Deze pagina geeft een overzicht van de Southeast wielerploeg in 2015.

## Algemeen
Algemeen manager: Angelo Citracca
Ploegleiders: Filippo Ballerini, Luca Amoriello, Giuseppe Di Fresco, Andrea Bardelli, Devid Redolini, Serge Parsani
Fietsmerk: Cippolini
Kopman: Manuel Belletti

## Transfers
| Inkomend            | Team 2014                       | Uitgaand          | Team 2015          |
| ------------------- | ------------------------------- | ----------------- | ------------------ |
| Alessandro Petacchi | Omega Pharma-Quick Step         | Fabio Taborre     | Androni Giocattoli |
| Francesco Gavazzi   | Astana Pro Team                 | Francesco Chicchi | Androni Giocattoli |
| Luca Wackermann     | Lampre-Merida                   | Mattia Pozzo      | Nippo-Vini Fantini |
| Manuel Belletti     | Androni Giocattoli              | Daniele Colli     | Nippo-Vini Fantini |
| Matteo Busato       | MG Kvis-Wilier                  | Luigi Miletta     | Onbekend           |
| Liam Bertazzo       | MG Kvis-Wilier                  | Roberto De Patre  | Onbekend           |
| Jakub Mareczko      | Viris-Maserati-Sisal Matchpoint | Matteo Rabottini  | Onbekend           |
| Eugert Zhupa        | Zalf-Euromobil-Desirée-Fior     | Francesco Failli  | Onbekend           |
| Elia Favilli        | Lampre-Merida                   | Tomás Gil         | Onbekend           |
|                     |                                 | Gianni Bellini    | Onbekend           |

## Renners
| Naam                     | Geboortedatum | Nationaliteit | Ploeg 2014                      |
| ------------------------ | ------------- | ------------- | ------------------------------- |
| Rafael Andriato          | 20-10-1987    | Brazilië      |                                 |
| Manuel Belletti          | 14-10-1985    | Italië        | Androni Giocattoli              |
| Liam Bertazzo            | 17-02-1992    | Italië        | MG Kvis-Wilier                  |
| Matteo Busato            | 20-12-1987    | Italië        | MG Kvis-Wilier                  |
| Ramon Carretero Marciags | 26-11-1990    | Panama        |                                 |
| Giorgio Cecchinel        | 24-06-1989    | Italië        |                                 |
| Samuele Conti            | 14-09-1991    | Italië        |                                 |
| Andrea Dal Col           | 30-04-1991    | Italië        |                                 |
| Elia Favilli             | 31-01-1989    | Italië        | Lampre-Merida                   |
| Andrea Fedi              | 29-05-1991    | Italië        |                                 |
| Mauro Finetto            | 10-05-1985    | Italië        |                                 |
| Giuseppe Fonzi           | 02-08-1991    | Italië        |                                 |
| Francesco Gavazzi        | 01-08-1984    | Italië        | Astana Pro Team                 |
| Jakub Mareczko           | 30-04-1994    | Italië        | Viris-Maserati-Sisal Matchpoint |
| Jonathan Monsalve        | 28-06-1989    | Venezuela     |                                 |
| Alessandro Petacchi      | 03-01-1974    | Italië        | Omega Pharma-Quick Step         |
| Simone Ponzi             | 17-01-1987    | Italië        |                                 |
| Mirko Tedeschi           | 05-01-1989    | Italië        |                                 |
| Luca Wackermann          | 13-03-1992    | Italië        | Lampre-Merida                   |
| Eugert Zhupa             | 04-04-1990    | Albanië       | Zalf-Euromobil-Desirée-Fior     |

## Overwinningen
Ronde van Táchira
3e etappe: Jakub Mareczko
4e etappe: Jakub Mareczko
10e etappe: Jonathan Monsalve
Grote Prijs van de Etruskische Kust
Winnaar: Manuel Belletti
Dwars door Drenthe
Winnaar: Manuel Belletti
Internationale Wielerweek
1e etappe (a): Manuel Belletti
Ronde van Venezuela
2e etappe: Jakub Mareczko
4e etappe: Mirko Tedeschi
9e etappe: Jakub Mareczko
Nationale kampioenschappen wielrennen
Albanië - tijdrit: Eugert Zhupa
Sibiu Cycling Tour
Proloog: Rafael Andriato
2e etappe: Mauro Finetto
Eindklassement: Mauro Finetto
Ronde van Rio de Janeiro
5e etappe: Andrea Dal Col
Ronde van Hainan
6e etappe: Jakub Mareczko
Ronde van het Taihu-meer
1e etappe: Jakub Mareczko
2e etappe: Jakub Mareczko
3e etappe: Jakub Mareczko
6e etappe: Jakub Mareczko
7e etappe: Jakub Mareczko
8e etappe: Jakub Mareczko
9e etappe: Jakub Mareczko
Eindklassement: Jakub Mareczko
2007 · 2008 · 2009 · 2010 · 2011 · 2012 · 2013 · 2014 · 2015 · 2016